# Campionati mondiali di freestyle 2015
I Campionati mondiali di freestyle 2015 sono svolti a Kreischberg, in Austria, dal 15 al 25 gennaio 2015.
Per la prima volta le competizioni iridate di freestyle e di snowboard si sono svolte congiuntamente nella medesima località, la stessa che aveva già ospitato i campionati mondiali di snowboard 2003.
Il programma ha incluso gare di salti, gobbe, gobbe in parallelo, slopestyle, halfpipe e ski cross, tutte sia maschili sia femminili.

## Risultati

### Uomini

#### Salti
| Pos. | Atleta              | Nazione     | Punti  |
| ---- | ------------------- | ----------- | ------ |
| 1    | Qi Guangpu          | Cina        | 139,50 |
| 2    | Alex Bowen          | Stati Uniti | 121,27 |
| 3    | Maksim Huscik       | Bielorussia | 119,91 |
| 4    | Zhou Hang           | Cina        | 115,84 |
| 5    | Il'ja Burov         | Russia      | 106,79 |
| 6    | Jia Zongyang        | Cina        | 90,50  |
| 7    | Jonathon Lillis     | Stati Uniti | 90,50  |
| 8    | Michael Rossi       | Stati Uniti | 88,94  |
| 9    | Timofej Slivec      | Russia      | 85,97  |
| 10   | Oleksandr Abramenko | Ucraina     | 96,44  |

15 gennaio 2015

#### Gobbe
| Pos. | Atleta              | Nazione     | Punti |
| ---- | ------------------- | ----------- | ----- |
| 1    | Anthony Benna       | Francia     | 86,89 |
| 2    | Mikaël Kingsbury    | Canada      | 86,54 |
| 3    | Aleksandr Smyšljaev | Russia      | 85,68 |
| 4    | Patrick Deneen      | Stati Uniti | 85,64 |
| 5    | Marc-Antoine Gagnon | Canada      | 84,78 |
| 6    | Philippe Marquis    | Canada      |       |
| 7    | Thomas Rowley       | Stati Uniti | 82,48 |
| 8    | Sacha Théocharis    | Francia     | 80,43 |
| 9    | Jussi Penttala      | Finlandia   | 79,74 |
| 10   | Tevje Lie Andersen  | Norvegia    | 78,07 |

18 gennaio 2015

#### Gobbe in parallelo
| Pos. | Atleta              | Nazione     |
| ---- | ------------------- | ----------- |
| 1    | Mikaël Kingsbury    | Canada      |
| 2    | Philippe Marquis    | Canada      |
| 3    | Marc-Antoine Gagnon | Canada      |
| 4    | Sho Kashima         | Giappone    |
| 5    | Dmitrij Rejcherd    | Kazakistan  |
| 6    | Thomas Rowley       | Stati Uniti |
| 7    | Patrick Deneen      | Stati Uniti |
| 8    | Aleksandr Smyšljaev | Russia      |
| 9    | Anthony Benna       | Francia     |
| 10   | Matt Graham         | Australia   |

19 gennaio 2015

#### Slopestyle
| Pos. | Atleta                 | Nazione     | Punti |
| ---- | ---------------------- | ----------- | ----- |
| 1    | Fabian Bösch           | Svizzera    | 92,60 |
| 2    | Russell Henshaw        | Australia   | 91,80 |
| 3    | Noah Wallace           | Stati Uniti | 82,40 |
| 4    | Viktor Thomas Moosmann | Austria     | 81,20 |
| 5    | Jonas Hunziker         | Svizzera    | 79,00 |
| 6    | Robby Franco           | Stati Uniti | 78,60 |
| 7    | Luca Tribondeau        | Austria     | 77,40 |
| 8    | Colby Stevenson        | Stati Uniti | 71,80 |
| 9    | Aleksander Aurdal      | Norvegia    | 66,40 |
| 10   | Christian Bieri        | Svizzera    |       |

21 gennaio 2015

#### Halfpipe
| Pos. | Atleta                 | Nazione     | Punti |
| ---- | ---------------------- | ----------- | ----- |
| 1    | Kyle Smaine            | Stati Uniti | 88,00 |
| 2    | Joffrey Pollet-Villard | Francia     | 86,60 |
| 3    | Yannic Lerjen          | Svizzera    | 82,40 |
| 4    | Broby Leeds            | Stati Uniti | 81,00 |
| 5    | Walter Wood            | Stati Uniti | 75,20 |
| 6    | Marco Ladner           | Austria     | 72,40 |
| 7    | Fabian Meyer           | Svizzera    | 69,40 |
| 8    | James Machon           | Regno Unito | 67,40 |
| 9    | Matt Margetts          | Canada      | 46,00 |
| 10   | Antti-Jussi Kemppainen | Finlandia   | 45,20 |

22 gennaio 2015

#### Skicross
| Pos. | Atleta                | Nazione  |
| ---- | --------------------- | -------- |
| 1    | Filip Flisar          | Slovenia |
| 2    | Jean-Frédéric Chapuis | Francia  |
| 3    | Victor Öhling Norberg | Svezia   |
| 4    | Paul Eckert           | Germania |
| 5    | Brady Leman           | Canada   |
| 6    | Jonas Devouassoux     | Francia  |
| 7    | Armin Niederer        | Svizzera |
| 8    | Thomas Zangerl        | Austria  |
| 9    | Andreas Matt          | Austria  |
| 10   | Arnaud Bovolenta      | Francia  |

25 gennaio 2015

### Donne

#### Salti
| Pos. | Atleta             | Nazione     | Punti |
| ---- | ------------------ | ----------- | ----- |
| 1    | Laura Peel         | Australia   | 88,47 |
| 2    | Kiley McKinnon     | Stati Uniti | 88,12 |
| 3    | Xu Mengtao         | Cina        | 86,84 |
| 4    | Ashley Caldwell    | Stati Uniti | 79,78 |
| 5    | Danielle Scott     | Australia   | 70,14 |
| 6    | Hanna Huskova      | Bielorussia | 69,09 |
| 7    | Liubov Nikitina    | Russia      | 65,56 |
| 8    | Xu Sicun           | Cina        | 59,50 |
| 9    | Quan Huilin        | Cina        | 35,25 |
| 10   | Anastasija Novosad | Ucraina     | 78,12 |

15 gennaio 2015

#### Gobbe
| Pos. | Atleta                  | Nazione     | Punti |
| ---- | ----------------------- | ----------- | ----- |
| 1    | Justine Dufour-Lapointe | Canada      | 87,25 |
| 2    | Hannah Kearney          | Stati Uniti | 85,66 |
| 3    | Britteny Cox            | Australia   | 81,98 |
| 4    | Maxime Dufour-Lapointe  | Canada      | 80,92 |
| 5    | Yulïya Galışeva         | Kazakistan  | 79,30 |
| 6    | Regina Rachimova        | Russia      | 78,47 |
| 7    | Deborah Scanzio         | Svizzera    | 79,51 |
| 8    | Ali Kariotis            | Stati Uniti | 78,33 |
| 9    | Laura Grasemann         | Germania    | 78,14 |
| 10   | Marika Pertachija       | Russia      | 76,14 |

18 gennaio 2015

#### Gobbe in parallelo
| Pos. | Atleta                  | Nazione     |
| ---- | ----------------------- | ----------- |
| 1    | Hannah Kearney          | Stati Uniti |
| 2    | Justine Dufour-Lapointe | Canada      |
| 3    | Yulïya Galışeva         | Kazakistan  |
| 4    | Chloé Dufour-Lapointe   | Canada      |
| 5    | Britteny Cox            | Australia   |
| 6    | Perrine Laffont         | Francia     |
| 7    | Regina Rachimova        | Russia      |
| 8    | Audrey Robichaud        | Canada      |
| 9    | Maxime Dufour-Lapointe  | Canada      |
| 10   | Junko Hoshino           | Giappone    |

19 gennaio 2015

#### Slopestyle
| Pos. | Atleta              | Nazione     | Punti |
| ---- | ------------------- | ----------- | ----- |
| 1    | Lisa Zimmermann     | Germania    | 85,80 |
| 2    | Katie Summerhayes   | Regno Unito | 82,80 |
| 3    | Zuzana Stromková    | Slovacchia  | 77,60 |
| 4    | Vilde Johansen      | Norvegia    | 76,00 |
| 5    | Silvia Bertagna     | Italia      | 73,20 |
| 6    | Yuki Tsubota        | Canada      |       |
| 7    | Giulia Tanno        | Svizzera    | 72,00 |
| 8    | Johanne Killi       | Norvegia    | 71,60 |
| 9    | Shondra Charbonneau | Canada      | 71,00 |
| 10   | Coline Ballet-Baz   | Francia     | 69,40 |

21 gennaio 2015

#### Halfpipe
| Pos. | Atleta             | Nazione     | Punti |
| ---- | ------------------ | ----------- | ----- |
| 1    | Virginie Faivre    | Svizzera    | 83,80 |
| 2    | Cassie Sharpe      | Canada      | 81,00 |
| 3    | Mirjam Jaeger      | Svizzera    | 79,80 |
| 4    | Anaïs Caradeux     | Francia     | 78,00 |
| 5    | Sabrina Cakmakli   | Germania    | 76,00 |
| 6    | Keltie Hansen      | Canada      | 60,40 |
| 7    | Katrien Aerts      | Belgio      | 70,00 |
| 8    | Zyre Austin        | Stati Uniti | 69,20 |
| 9    | Megan Warrener     | Canada      | 68,00 |
| 10   | Jeanee Crane-Mauzy | Stati Uniti | 64,40 |

22 gennaio 2015

#### Skicross
| Pos. | Atleta                    | Nazione   |
| ---- | ------------------------- | --------- |
| 1    | Andrea Limbacher          | Austria   |
| 2    | Ophélie David             | Francia   |
| 3    | Fanny Smith               | Svizzera  |
| 4    | Julia Eichinger           | Germania  |
| 5    | Heidi Zacher              | Germania  |
| 6    | Nikol Kučerová            | Rep. Ceca |
| 7    | Margarethe Aschauer       | Germania  |
| 8    | Marielle Thompson         | Canada    |
| 9    | Anna Holmlund             | Svezia    |
| 10   | Karolina Riemen-Żerebecka | Polonia   |

25 gennaio 2015

## Medagliere
| Pos. | Nazione     | Oro | Argento | Bronzo | Totale |
| ---- | ----------- | --- | ------- | ------ | ------ |
| 1    | Canada      | 2   | 4       | 1      | 7      |
| 2    | Stati Uniti | 2   | 3       | 1      | 6      |
| 3    | Svizzera    | 2   | 0       | 3      | 5      |
| 4    | Francia     | 1   | 3       | 0      | 4      |
| 5    | Australia   | 1   | 1       | 1      | 3      |
| 6    | Cina        | 1   | 0       | 1      | 2      |
| 7    | Austria     | 1   | 0       | 0      | 1      |
| 7    | Germania    | 1   | 0       | 0      | 1      |
| 7    | Slovenia    | 1   | 0       | 0      | 1      |
| 10   | Regno Unito | 0   | 1       | 0      | 1      |
| 11   | Bielorussia | 0   | 0       | 1      | 1      |
| 11   | Kazakistan  | 0   | 0       | 1      | 1      |
| 11   | Russia      | 0   | 0       | 1      | 1      |
| 11   | Slovacchia  | 0   | 0       | 1      | 1      |
| 11   | Svezia      | 0   | 0       | 1      | 1      |